# أودسون إدوارد
أودسون إدوارد (بالفرنسية: Odsonne Édouard)‏ (مواليد 16 يناير 1998) هو لاعب كرة قدم محترف فرنسي، يشغل مركز مهاجم بنادي سلتيك في الدوري الاسكتلندي الممتاز.
بعد أن كان ضمن صفوف الشباب في نادي بوبيني، وقّع إدوارد مع باريس سان جيرمان في يوليو 2011، قبل إعارته إلى نادي تولوز في الدوري الفرنسي لموسم 2016-2017. في الموسم التالي، أُعير إلى سلتيك، حيث فاز بالثلاثية المحلية، قبل أن ينضم إليهم في خطوة دائمة مقابل رسوم قياسية للنادي.
كما مثل المنتخب الفرنسي في مختلف مستويات الشباب، وكان لاعباً أساسياً في بطولة أمم أوروبا تحت 17 سنة 2015، حيث فاز بجائزتي اللاعب الذهبي والحذاء الذهبي.

## مسيرته الكروية

### باريس سان جيرمان

#### مسيرته المبكرة
وُلِدَ إدوارد في كوروا بغيانا الفرنسية. انضم إلى أكاديمية باريس سان جيرمان في عام 2011 في فريق هواة بوبيني. كان أول إنجاز ملحوظ له خلال موسم 2013-14 عندما كان أفضل هداف للنادي على مستوى تحت 17 سنة. سجّل 25 هدفا في 22 مباراة في البطولة الوطنية تحت 17 سنة. سجّل 22 هدفًا في 14 مباراة بالدوري لأقل من 17 عامًا في الموسم التالي وكان جزءًا من الفريق الذي فاز ببطولة الكأس، مُنهيا المنافسة بثلاثة أهداف في خمس مباريات. كما مثّل فريق تحت 19 عامًا للنادي، حيث لعب مباراتين في الدوري الأوروبي للشباب، ومباراة في كأس غامبارديلا، وسبع مباريات في بطولة تحت 19 سنة سجّل خلالها سبعة أهداف. في غضون عامين، سجّل أكثر من 60 هدفًا للنادي على مستوى الشباب، مما أكسبه لقبي «الصاروخ» و«ماجيك أودسون».
خلال موسم 2015-16، لعب إدوارد مع كل من فريق تحت 19 وفريق الدوري الفرنسي الدرجة الرابعة. في يناير 2016، فاز بجائزة Titi d'Or لعام 2015، وهي جائزة يُصوَّت عليها مشجعي النادي لأفضل لاعب أكاديمية لموسم معين. فاز بالجائزة لاعبون مثل كينغسلي كومان وجان كيفن أوغستين في السنوات السابقة. كما وصل باريس سان جيرمان إلى نهائي دوري الشباب لكنه خسر في النهاية بنتيجة 2-1 أمام تشيلسي. سجّل إدوارد ثلاثة أهداف، كما قدّم ثلاث تمريرات حاسمة خلال المسابقة.
في 27 أبريل 2016، وقع عقدًا احترافيًا مع فريق باريس سان جيرمان الأول. خلال فترة ما قبل الموسم 2016-2017، تم ضم إدوارد إلى فريق باريس سان جيرمان لالكأس الدولية للأبطال 2016. بعد أن ظهر في السابق كبديل، دخل في الدقيقة 79 ضد ليستر سيتي وسجّل في أول ظهور غير تنافسي له وانتهت المباراة بفوز النادي الباريسي بنتيجة 4-0. نتيجة للانتصار، توج باريس سان جيرمان بطلاً لكأس الأبطال الدولية.

#### الإعارة إلى تولوز
في 8 أغسطس 2016، انضم إدوارد إلى تولوز على سبيل الإعارة لمدة موسم. ظهر لأول مرة مع النادي في 14 أغسطس 2016 ضد أولمبيك مرسيليا، ليحل محل إسياغا سيلا في الدقيقة 74ن وانتهت المباراة بالتعادل 0-0. سجل إدوارد هدفه الاحترافي الأول في 19 نوفمبر ضد نادي ميتز، حيث سجل هدفا في وقت متأخر في المباراة التي انهزموا فيها 2-1 على أرضهم.
في 30 مارس 2017، كان إدوارد مُشتبه به في إطلاق النار على أحد المارة بمسدس من طراز (airsoft) في 11 فبراير وإصابته في رأسه، ونتيجة للحادث، استجوبته الشرطة وقامت تولوز بإنهاء إعارته قبل الأوان. وحتى وقت إلغاء إعارته، خاض إدوارد 17 مباراة وسجل هدفًا واحدًا للنادي. ولاحقًا اعترف زميله في الفريق، ماثيو كافارو، بأنه هو من أطلق النار. لكنّ كافارو تراجع لاحقًا وفي 13 يونيو، طلب المدعي العام في تولوز توجيه تهمة إلى إدوارد بالسجن لمدة أربعة أشهر مع وقف التنفيذ وغرامة قدرها 6000 يورو لتورطه في الحادث. زعم إدوارد أن كافارو أطلق النار بينما ادّعى كافارو أنه لم يكن في السيارة وقت إطلاق النار. وفي 4 يوليو، حكمت محكمة تولوز الإصلاحية على إدوارد بالسجن أربعة أشهر مع وقف التنفيذ. كما أُمر بدفع غرامة قدرها 6000 يورو بالإضافة إلى تعويضات قدرها 2600 يورو للضحية عن الجروح التي لحقت بأُذنه.

### سلتيك

#### الإعارة إلى باريس سان جيرمان
في 31 أغسطس 2017، وقّع إدوارد لنادي سلتيك في الدوري الاسكتلندي الممتاز، بصفقة إعارة لمدة موسم. سجّل في أول ظهور له خارج الملعب أمام هاميلتون أكاديميكال في 8 سبتمبر، مما ساعد سلتيك على الفوز بنتيجة 4-1. في وقت لاحق من ذلك العام، في 2 ديسمبر، سجل أول هاتريك في مسيرته في الفوز 5-1 على نادي ماذرويل في سلتيك بارك. ظهر لأول مرة في دوري أبطال أوروبا بعد ثلاثة أيام، حيث جاء كبديل لمواطنه موسى ديمبيلي، في المباراة التي خسروا فيها بمرحلة المجموعات أمام رويال أندرلخت.
في 11 مارس 2018، سجّل هدف الفوز في الدقيقة 69 من الفوز 3-2 على نادي رينجرز في ملعب إيبروكس، وفي 29 أبريل أضاف هدفين آخرين في الفوز 5-0 على نفس الخصم ليحسم لقب الدوري السابع على التوالي لناديه. شارك في 29 مباراة لذلك الموسم، وسجّل 11 هدفا حيث حقّق سيلتيك ثلاثية محلية.

#### التوقيع الدائم
في 15 يونيو 2018، وقع إدوارد عقدًا لمدة أربع سنوات مع سلتيك، اعتبرت الأعلى في تاريخ النادي. كان يجب أن يتجاوز المبلغ 6 ملايين جنيه إسترليني الذي دفعه النادي لكريس سوتون وجون هارتسون في عامي 2000 و2001، على التوالي، مع تقدير المصادر بأكثر من 8 ملايين جنيه إسترليني. في الشهر التالي، تم اختياره في القائمة المختصرة المكونة من 100 رجل لجائزة الفتى الذهبي 2018؛ كان هو لاعب كرة القدم الوحيد الذي يلعب في اسكتلندا في ذلك الوقت والذي تم ترشيحه للحصول على الجائزة. في أول ظهور له مع النادي، سجّل إدوارد الهدف الافتتاحي في الفوز 3-0 على ألاشكرت في الجولة التأهيلية الأولى من دوري أبطال أوروبا 2018–19. واصل الفرنسي مسيرته التهديفية في الجولة التالية، حيث سجّل هدفين في الفوز 3-1 على نادي روسنبورغ في سلتيك بارك مع المدير بريندان رودجرز، الذي وصفه بأنه «المهاجم الأفضل» بعد عروضه التي قدّمها.
في 25 مايو 2019، سجّل إدوارد هدفين حيث فاز سيلتيك على هارت أوف ميدلوثيان ليفوز بكأس اسكتلندا، مُحقّقا بذلك ثلاثية تاريخية، أي الفوز بالدوري الاسكتلندي الممتاز وكأس الدوري الإسكتلندي وكأس اسكتلندا في ثلاث سنوات متتالية.
في نوفمبر، عانى إدوارد من إصابة طفيفة، قال المدرب نيل لينون إن إدوارد مؤهّل للعب في نهائي كأس رابطة الأندية. كان إدوارد أفضل هداف في الدوري الإسكتلندي الممتاز 2019-20، والذي تم تقليص عدد مبارياته بسبب جائحة فيروس كورونا 2019–20.

## مسيرته الدولية
بعد أدائه المُميّز على مستوى الأندية، تم اختيار إدوارد من قبل المدرب جان كلود جويتيني لبطولة أمم أوروبا تحت 17 سنة 2015، والتي فازت بها فرنسا، وسجلت 15 هدفًا، مقابل هدفين فقط دخلت الشباك. توج إدوارد بلقب اللاعب الذهبي والهداف بعد تسجيله ثمانية أهداف من أصل 15 هدفًا لفرنسا في خمس مباريات، وهو رقم قياسي في المسابقة. وسجل بشكل ملحوظ ثلاثية الفوز في المباراة النهائية ضد المنتخب الألماني.

## الإحصائيات

### الأندية
آخر تحديث المباراة التي لعبها في 23 ديسمبر 2017. 
| النادي                  | الموسم                    | الدوري                        | الدوري | الدوري  | الكأس  | الكأس   | كأس الدوري | كأس الدوري | أوروبا | أوروبا  | المجموع | المجموع |
| النادي                  | الموسم                    | القِسم                         | الظهور | الأهداف | الظهور | الأهداف | الظهور     | الأهداف    | الظهور | الأهداف | الظهور  | الأهداف |
| ----------------------- | ------------------------- | ----------------------------- | ------ | ------- | ------ | ------- | ---------- | ---------- | ------ | ------- | ------- | ------- |
| باريس سان جيرمان تحت 19 | 2014–15                   | -                             | -      | -       | -      | -       | -          | -          | 2      | 0       | 2       | 0       |
| باريس سان جيرمان 2      | 2015–16                   | الدوري الفرنسي الدرجة الرابعة | 13     | 3       | -      | -       | -          | -          | 8      | 3       | 21      | 6       |
| تولوز (إعارة)           | 2016–17                   | الدوري الفرنسي                | 16     | 1       | 0      | 0       | 1          | 0          | 0      | 0       | 17      | 1       |
| سلتيك (إعارة)           | 18-2017                   | الدوري الاسكتلندي الممتاز     | 22     | 9       | 3      | 2       | 1          | 0          | 3      | 0       | 29      | 11      |
| سلتيك                   | 2018–19                   | الدوري الاسكتلندي الممتاز     | 32     | 15      | 4      | 3       | 3          | 0          | 13     | 5       | 52      | 23      |
| سلتيك                   | 2019–20                   | الدوري الاسكتلندي الممتاز     | 27     | 22      | 4      | 1       | 3          | 0          | 13     | 6       | 47      | 29      |
| سلتيك                   | 2020–21                   | الدوري الاسكتلندي الممتاز     | 12     | 5       | 0      | 0       | 1          | 0          | 7      | 4       | 20      | 9       |
| سلتيك                   | مجموع الإحصائيات مع سلتيك | مجموع الإحصائيات مع سلتيك     | 93     | 51      | 11     | 6       | 8          | 0          | 36     | 15      | 148     | 72      |
| المجموع العام           | المجموع العام             | المجموع العام                 | 122    | 55      | 11     | 6       | 9          | 0          | 46     | 18      | 186     | 79      |

ملاحظات:
1. ↑  مُشاركتان في دوري أبطال أوروبا، وُمشاركة واحدة في الدوري الأوروبي
2. ↑  خمس مشاركات وثلاثة أهداف في دوري أبطال أوروبا، وثمان مشاركات وهدفين في الدوري الأوروبي
3. ↑  أقيم نهائي كأس اسكتلندا 2020 ونصف نهائي كأس اسكتلندا في أكتوبر وديسمبر على التوالي، بسبب تفشي جائحة فيروس كورونا
4. ↑  خمس مشاركات وهدفين في دوري أبطال أوروبا، وثمان مشاركات وأربعة أهداف في الدوري الأوروبي
5. ↑  مشاركتين وهدف واحد في دوري أبطال أوروبا، وثلاث مشاركات وهدف واحد في الدوري الأوروبي

### المنتخب
| المنتخب                | العام         | البطولة                     | البطولة | البطولة |
| المنتخب                | العام         | القِسم                       | الظهور  | الأهداف |
| ---------------------- | ------------- | --------------------------- | ------- | ------- |
| منتخب فرنسا تحت 17     | 2015          | بطولة أمم أوروبا تحت 17 سنة | 10      | 13      |
| منتخب فرنسا تحت 17     | 2015          | كأس العالم تحت 17 سنة       | 4       | 2       |
| منتخب فرنسا تحت 19 سنة | 2017          | بطولة أمم أوروبا تحت 19 سنة | 6       | 3       |
| منتخب فرنسا تحت 21 سنة |               | بطولة أمم أوروبا تحت 21 سنة | 8       | 11      |
| المجموع العام          | المجموع العام | المجموع العام               | 28      | 29      |

## الإنجازات

### باريس سان جيرمان تحت 19 سنة
- وصيف الدوري الأوروبي للشباب: 2015–16[48]

### سلتيك
- الدوري الاسكتلندي الممتاز: 2017-18،[30] 2018–19،[49] 2019-20[50]
- كأس اسكتلندا: 2018-19،[51] 2019-20 [52]
- كأس الدوري الإسكتلندي: 2018-19،[53] 2019-20[54]

### فرنسا تحت 17
- بطولة أمم أوروبا تحت 17 سنة: 2015[46]

## الفردية
- أفضل لاعب في الدوري الإسكتلندي: 2019-20[55]
- اللاعب الذهبي في بطولة أمم أوروبا تحت 17 سنة: 2015[42]
- هداف بطولة أمم أوروبا تحت 17 سنة: 2015[43]
- فريق الدّورة في بطولة أمم أوروبا تحت 17 سنة: 2015[44]
- تيتي دور (Titi d'Or): 2015[8]

## روابط خارجية
- أودسون إدوارد على موقع الاتحاد الدولي (مؤرشف)  (الإنجليزية)
- أودسون إدوارد على موقع الاتحاد الأوربي (الإنجليزية)
- أودسون إدوارد على موقع إي إس بي إن إف سي (الإنجليزية)
- أودسون إدوارد على موقع قاعدة بيانات كرة القدم.إي يو (الإنجليزية)
- أودسون إدوارد على موقع ليكيب (الفرنسية)
- أودسون إدوارد على موقع Soccerbase.com (لاعب) (الإنجليزية)
- أودسون إدوارد على موقع Soccerway.com (الإنجليزية)
- أودسون إدوارد على موقع عالم كرة القدم.نت (الإنجليزية)
- أودسون إدوارد على موقع AS.com (الإسبانية)